# Lagenipora perforata
Lagenipora perforata är en mossdjursart som beskrevs av Canu och Bassler 1929. Lagenipora perforata ingår i släktet Lagenipora och familjen Celleporidae. Inga underarter finns listade i Catalogue of Life.